# Komařice (zámek)
Komařice jsou zámek ve stejnojmenné vesnici  jihovýchodně od Českých Budějovic v Jihočeském kraji. Vznikl ve druhé polovině šestnáctého století, když Jiří Kořenský z Terešova nechal přestavět starou středověkou tvrz na pohodlný renesanční zámek. Zámecký areál je chráněn jako kulturní památka.

## Historie
Nejstarším panským sídlem v Komařicích býval ve čtrnáctém století dvůr a později tvrz, na kterém v roce 1346 sídlil Beneš z Komařic, příbuzný Bavorů ze Strakonic. Beneš byl ženatý s Vojslavou, se kterou měl syny Vernéře a Beneše. Vojslava a Vernéř zemřeli nejpozději roku 1365. Beneš starší v témže roce daroval jeden lán v Mezileší Vyšebrodskému klášteru, který měl poté sloužit každoroční zádušní mši za Beneše a jeho příbuzné. Poslední zpráva o Benešovi starším je z roku 1369, kdy se svým zetěm Odolenem dlužil vyšebrodskému klášteru pět kop grošů. Také Beneš mladší klášteru dlužil peníze. V roce 1368 se zavázal platit úroky, dokud svůj dluh ve výši tří kop grošů nezaplatí. Kromě Komařic získal také Stradov, podle kterého se nazýval Benešem Stradovcem z Komařic. Roku 1380 přenechal obě vesnice Rožmberkům, kteří je měli vrátit Benešovým dědicům v případě, že Beneš zemře dříve než oni. V roce 1402 vyměnil s třeboňským klášterem plat ve Stropnici za plat v Doňově a ve stejném roce daroval půl lánu střížovskému faráři. Roku 1414 byl poručníkem sirotků Maršových z Olbramovic. Na začátku husitských válek odmítl platbu jakýmsi zločincům, kteří proto chtěli Komařice i s blízkými Pašinovicemi a Nežeticemi vypálit.

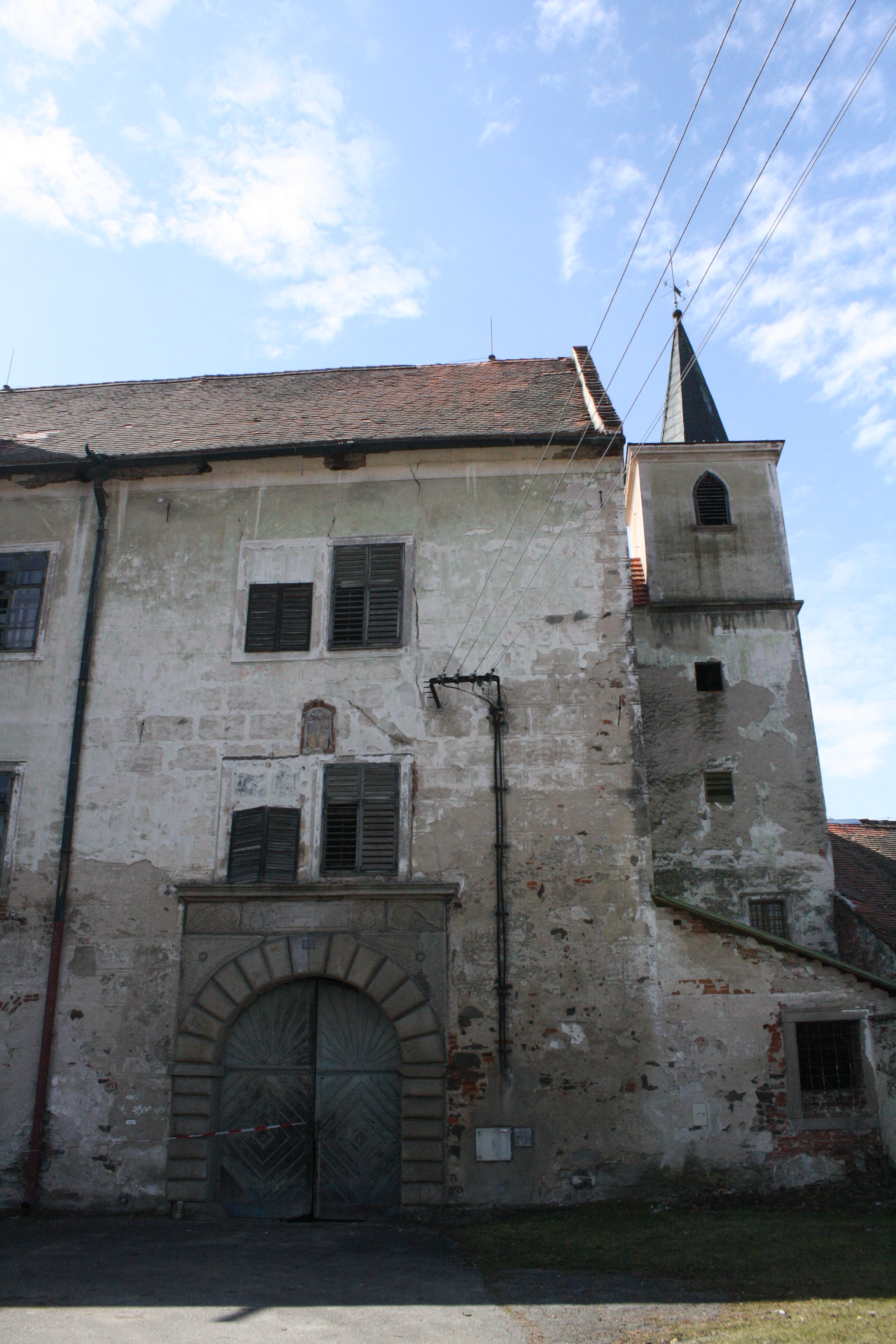
Východní křídlo s věží

Benešovým příbuzným byl Odolen z Komařic připomínaný v letech 1436 až 1457. K jeho majetku patřil i Slavkov, podle něhož používal také přídomek „ze Slavkova“. V roce 1452 se svým synem Benešem a s Janem z Komařic v Českém Krumlově vypověděli nepřátelství císaři Fridrichovi a o dva roky později získal od krále Ladislava ves Mostečný. Odolen z Komařic zemřel roku 1457 a celý jeho majetek – poplužní dvůr a ves Komařice a platy v Petrovicích, Nedabylicích a Straňanech  – připadl jako odúmrť králi Ladislavovi. Od něj ho získal Beneš z Komařic, který zdědil také Pašinovice. Nepřátelství císaři Fridrichovi vypověděl, spolu s četnými sousedy, ještě jednou, tentokrát 13. dubna 1468. Zemřel nejpozději v roce 1496 a nástupcem v Komařicích se stal jeho syn Mikuláš.
Někdy na přelomu patnáctého a šestnáctého století se Komařice dostaly do držení Lipolta Komařického z Hřebena, který byl jako zdejší pán uveden poprvé v roce 1525 a později roku 1534. Po něm následoval Volf mladší Krajíř z Krajku, který před rokem 1541 statek (tvrz, dvůr a ves Komařice, Pašiněvice, Stropnice, Rankov a dvory v Petrovicích) prodal Ctiborovi Dráchovskému z Dráchova za 1 750 kop grošů. Ctibor jej dále rozšířil o Sedlo a Jedovary. Po Ctiborově smrti v roce 1545 se poručníkem jeho dětí stal Ctiborův strýc Jindřich z Dráchova a vdova Voršila ze Skuhrova. Majetek po otci zdědil syn Adam Dráchovský, který měl vyplatit po sto kopách grošů sestrám Kristýně a Anně. Adam brzy zemřel jako bezdětný, a panství připadlo sestrám, které se o něj rozdělily. V roce 1555 však Anna svůj díl prodala sestře, která se zavázala, že bude Anně vyplácet ročně čtyřicet kop grošů.

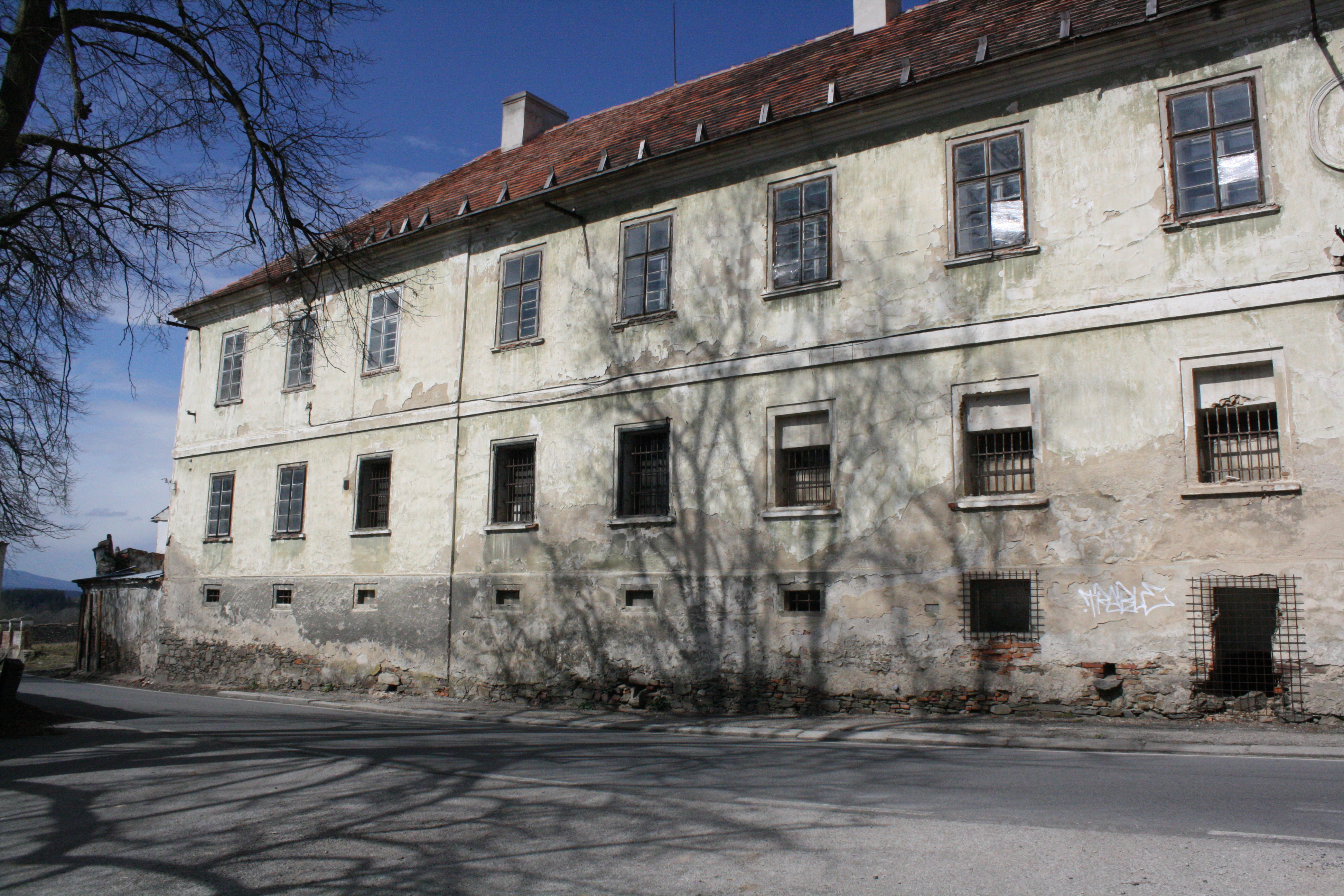
Jihovýchodní průčelí

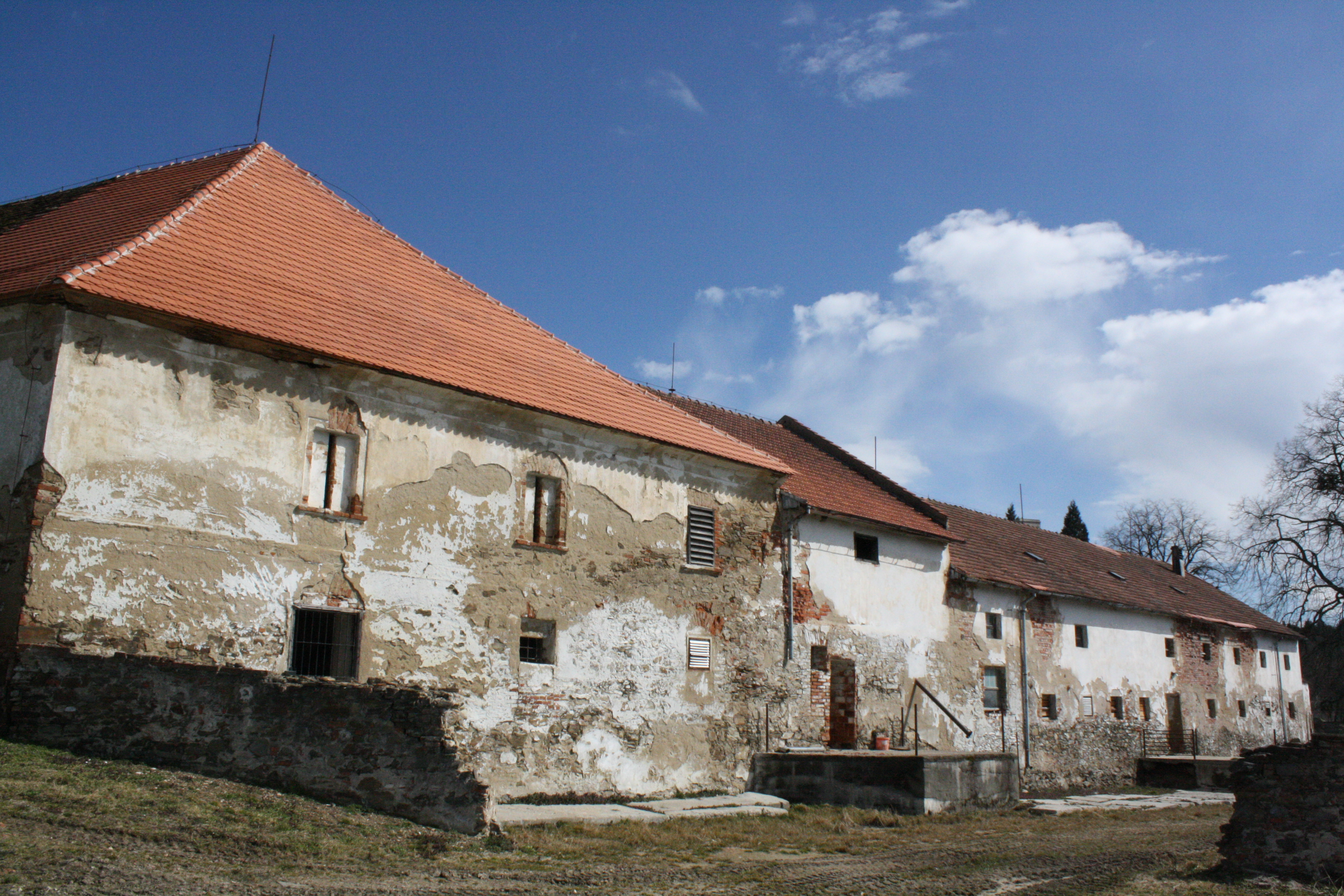
Hospodářské budovy

Kristýna se provdala za Jiřího Kořenského z Terešova a starou tvrz nechali společně přestavět na renesanční zámek. Jiří zemřel v roce 1568 a pohřben byl ve Střížově. Vdova odkázala celé panství synům Petrovi, Ctiborovi, Vilémovi a Karlovi, kromě kterých měla ještě pět dcer. Poručníkem synů stanovila Kryštofa Kořenského z Terešova, Jana Kuneše z Machovic a Adama Boubínského z Újezda. Bratři se o dědictví rozdělili v roce 1580, přičemž Komařice dostali Petr se Ctiborem. Petr zemřel už v roce 1586 a vdova Markéta ze Žeberka roku 1591 prodala komařický díl svých potomků Ctiborovi. Ctibor se oženil s Lidmilou Hřebenářkou z Hřebene, ale v roce 1592 bez dětí zemřel. Majetek připadl jeho bratru Karlovi Kořenskému. Po Karlově smrti v roce 1619 připadlo panství synům Jiřímu, Ctiborovi a Karlovi. Podle dohody ze dne 10. února 1623 Komařice dostal Ctibor. Už v říjnu téhož roku však vesnici s tvrzí, dvorem a pivovarem a dalším majetkem prodal za 45 000 kop míšeňských grošů opatovi a převorovi Vyšebrodského kláštera. Důvodem byly dva požáry zámku, jejichž škody Ctibor nedokázal nahradit. Opat Jiří Wendschuch dne 9. listopadu 1653 vysvětil zámeckou kapli svatého Bernarda. Klášteru poté zámek zůstal více než 300 let.
Ve druhé polovině dvacátého století zámek vlastnil místní národní výbor. Budova sloužila jako sklad textilu a hospodářské zázemí využívalo jednotné zemědělské družstvo. Po roce 1989 areál dostali dědicové posledních soukromých majitelů, ale zámek chátral, a dostal se do havarijního stavu. Postupnou rekonstrukci zahájil nový majitel v roce 2015. Na začátku roku 2020 byl majitelem zámku Jaroslav Rygl, který pokračoval v rekonstrukčních pracích. Do února téhož roku byl celý areál vyčištěn, obnoven krov i střecha hlavní budovy, opravena okna a část krovu sýpky.

## Stavební podoba

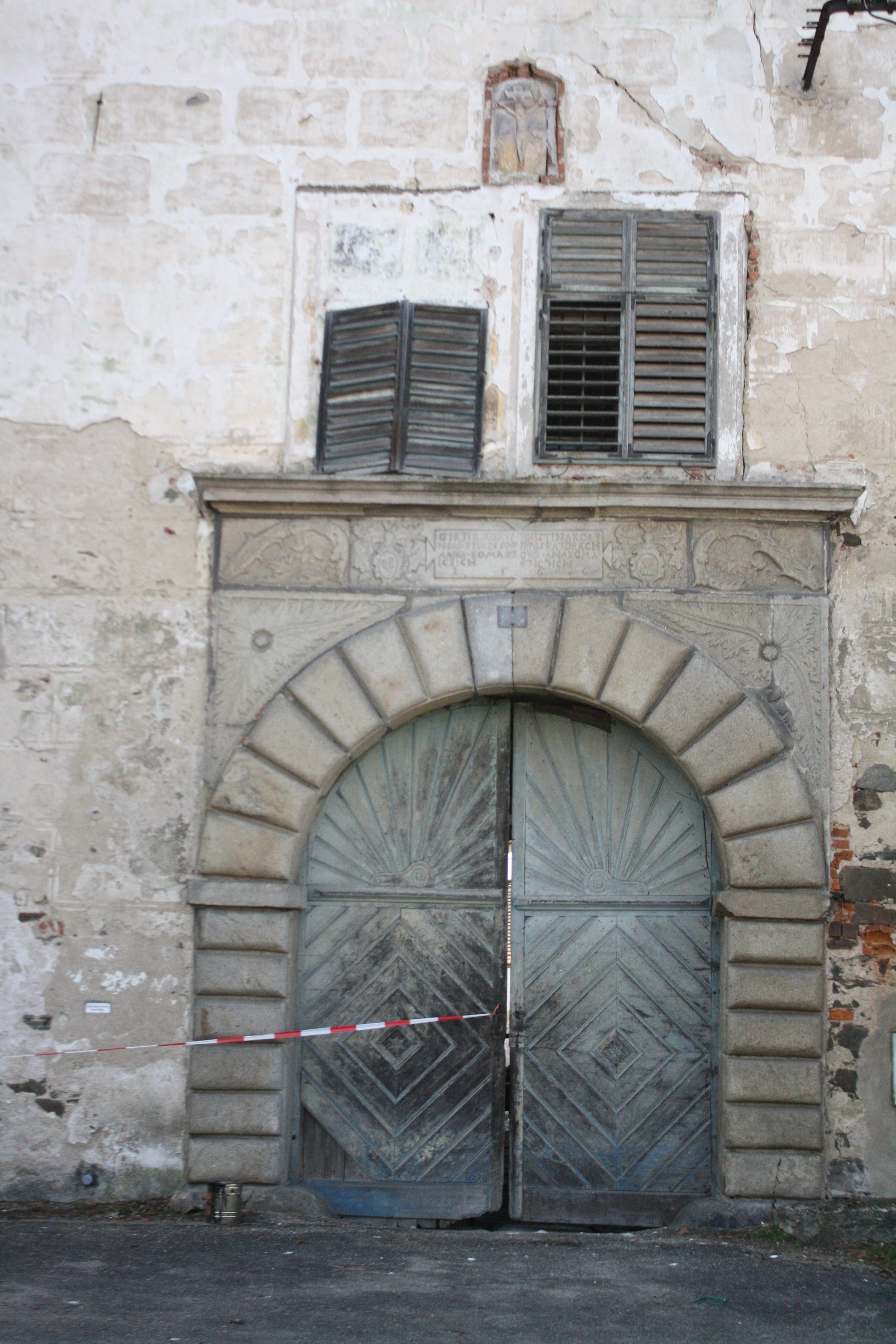
Vstupní portál se štukovou miniaturou

Dvoupatrová zámecká budova má dvě křídla a hranolovou věž přistavěnou k severní straně východního křídla. Do dvora se vjíždí renesančním půlkruhovým portálem zdobeným bosováním a ornamentálními reliéfy s nápisem, letopočtem 1566 a aliančním znakem Jiřího Kořenského a Kristýny z Dráchova. Za portálem následuje klenutý průjezd do dvora. Nad portálem se nachází výklenek se štukovou miniaturou výjevu Ukřižování ze šestnáctého století. Na fasádě se dochovaly zbytky rustik a sgrafitové výzdoby. Nádvorní fasádu původně členily arkády na toskánských sloupech. Arkády v obou patrech a částečně i v přízemí jsou od devatenáctého století zazděné. Přízemní arkádová chodba je zaklenutá křížovými hřebínkovými klenbami a nachází se zde renesanční pravoúhlý portál z roku 1565. Podobné portály se zachovaly i v prvním patře. Hřebínková klenba byla použita také v některých místnostech prvního patra. Jiné místnosti jsou zaklenuté valeně s výsečemi a v kapli je křížová klenba bez žeber.
K památkově chráněnému areálu patří kromě samotného zámku také sýpka, další hospodářské budovy a zahrada.
Před hlavním průčelím zámku stojí socha Panny Marie Immaculaty pravděpodobně z let 1730 až 1740. Základem sochy je žulový podstavec vysoký 205 centimetrů. Na něm se nachází zeměkoule obtočená hadem a teprve na zeměkouli stojí Panna Marie.

## Památné stromy
Zámecký areál sousedí se silnicí II/155, podél které roste stromořadí zeravů západních (průměr kmene měří 1,3 metru) chráněných jako památné stromy. Další dva chráněné zeravy rostou za zdí zámecké zahrady a jiné dva před hlavním průčelím. Dalšími památnými stromy v zahradě je tis červený a dvojice lip velkolistých.